# ネヴァダ・バー
ネヴァダ・バー（Nevada Barr、1952年3月1日 - ）は、アメリカの国立公園を舞台としたアンナ・ピジョンシリーズで知られる、アメリカ合衆国の女性推理作家。
ネバダ州ライアン郡ヤーリントン出身。

## 経歴
生まれはネバダ州だが、名前の「ネヴァダ」の由来は州名ではなく、父親が好きな本のキャラクターである。カリフォルニア州ジョンストンヴィルで育ち、カリフォルニア大学アーバイン校を卒業する。大学では演劇などを学んだ。

## 執筆業について
当時、劇場の監督だった夫が転職後に環境運動に興味を持ち始めた際、バーは夏季のシーズン中のパークレンジャーとして働き始めた。
テキサス州のグアダルーペ山脈国立公園で2度目のパークレンジャーの仕事をしていた時に、アンナ・ピジョンのアイディアを思いついた。ピジョンはアメリカ合衆国国立公園局の法務職員という設定である。シリーズは、国中の様々な国立公園を舞台としており、ピジョンはそこで、度々天然資源問題と関連して起こる殺人事件などを解決する。
バーは、ミシシッピ州のナッチェス・トレース・パークウェイで初めて常任のパークレンジャーとなった。著書が商業的な成功を収め始めた後に辞職した。

### アンナ・ピジョンとは
アンナ・ピジョン（Anna Pigeon）は、架空のパークレンジャーでシリーズの探偵役。国立公園のパークレンジャーだったこと、夫がニューヨークの劇場で働いていたことなど、著者のバーと経歴が似通っている部分がある。年のころは中年で、体格は小柄だががっちりした体型で、白髪混じりの髪を長い三つ編みに結っている。夫はニューヨークで道路横断中にタクシーにはねられて亡くなっている。後に、ポール・デヴィッドソンという男性と再婚する。ニューヨークでセラピストとして働く姉・モリーがおり、モリーの夫・フレデリックは元FBIのエージェントである。

## 著書

### アンナ・ピジョン・シリーズ
| #  | 邦題         | 原題               | 刊行年 | 刊行年月   | 訳者       | 出版社   | 作品の舞台                                 |
| -- | ------------ | ------------------ | ------ | ---------- | ---------- | -------- | ------------------------------------------ |
| 1  | 山猫         | Track of the Cat   | 1993年 | 1994年5月  | 布施由紀子 | 福武書店 | グアダルーペ山脈国立公園                   |
| 2  | 極上の死     | Superior Death     | 1994年 | 2000年2月  | 栗原百代   | 小学館   | アイル・ロイヤル国立公園                   |
| 3  | 死を運ぶ風   | Ill Wind           | 1995年 | 1999年5月  | 松井みどり | 小学館   | メサ・ヴェルデ国立公園                     |
| 4  | 山火事       | Firestorm          | 1996年 | 2002年7月  | 栗原百代   | 小学館   | ラッセン火山国立公園                       |
| 5  | 絶滅危惧種   | Endangered Species | 1997年 | 2002年11月 | 栗原百代   | 小学館   | カンバーランド島国立海岸                   |
| 6  | 闇へ降りる   | Blind Descent      | 1998年 | 2003年5月  | 栗原百代   | 小学館   | カールズバッド洞窟群国立公園               |
| 7  | 女神の島の死 | Liberty Falling    | 1999年 | 2003年10月 | 松井みどり | 小学館   | 自由の女神ナショナル・モニュメント         |
| 8  |              | Deep South         | 2000年 |            |            |          | ナッチェス・トレース・パークウェイ         |
| 9  |              | Blood Lure         | 2001年 |            |            |          | グレイシャー国立公園                       |
| 10 |              | Hunting Season     | 2002年 |            |            |          | ナッチェス・トレース・パークウェイ         |
| 11 |              | Flashback          | 2003年 |            |            |          | ドライ・トートゥガス国立公園               |
| 12 |              | High Country       | 2004年 |            |            |          | ヨセミテ国立公園                           |
| 13 |              | Hard Truth         | 2005年 |            |            |          | ロッキーマウンテン国立公園                 |
| 14 |              | Winter Study       | 2008年 |            |            |          | アイル・ロイヤル国立公園                   |
| 15 |              | Borderline         | 2009年 |            |            |          | ビッグ・ベンド国立公園                     |
| 16 |              | Burn               | 2010年 |            |            |          | ニューオーリンズ・ジャズ国立歴史公園       |
| 17 |              | The Rope           | 2012年 |            |            |          | グレン・キャニオン国立レクリエーション地区 |

### その他
- Bittersweet (1984) - 西部開拓時代が舞台の歴史小説[2]
- Seeking Enlightenment - Hat by Hat : A Skeptic's Path to Religion (2003) - 回想録
- 131⁄2 (2009) - サイコスリラー

## 受賞・ノミネート
- 1994年：『山猫』でアガサ賞最優秀処女長編賞受賞[3]、アンソニー賞新人賞受賞[4]
- 1995年：『極上の死』でディリス賞候補[5]
- 1997年：『山火事』でフランス犯罪小説大賞受賞、アンソニー賞長編賞候補[4]
- 1999年：『闇へ降りる』でアンソニー賞長編賞候補[4]、ディリス賞候補[5]、マカヴィティ賞長編賞候補[6]
- 2001年："Deep South" でバリー賞長編賞受賞[7]、アンソニー賞長編賞候補[4]